# Oöphoi
Oöphoi (* 26. März 1958 als Gianluigi Gasparetti in Rom; † 12. April 2013 in Terni) war ein italienischer Musiker, Produzent und Labelbetreiber des Ambient-Genres.

## Leben und Karriere
Gasparetti wurde in seiner Jugend durch Krautrock und Minimal Music beeinflusst. Ab 1993 gab er das teils zweisprachige „Deep Listening“-Magazin heraus, ein nach einem Album der Komponistin Pauline Oliveros benanntes italienisches Fachmagazin für Ambientmusik. 1995 schrieb er erste, bereits dem Ambient zuzurechnende Stücke, die er mit einem Sampler und einem Synthesizer intonierte. 1996 erfolgte seine erste Veröffentlichung auf dem italienischen Ambient-Label Hic Sunt Leones. Das von ihm gewählte Pseudonym Oöphoi steht dabei Gasparetti zufolge für das Weltenei. In der Folgezeit vernetzte er sich weiter innerhalb der Ambientszene, unter anderem unternahm er ausgedehnte Reisen mit Steve Roach. 1999 richtete er in einer zu einem Landhaus aus dem 18. Jahrhundert gehörenden Stallung bei Narni sein eigenes Tonstudio namens The Kiva ein, in dem er fortan seine eigene Musik sowie die befreundeter Musiker produzierte. 2002 gründete er gemeinsam mit Klaus Wiese, Mauro Malgrande, Lorenzo Pierobon und Tau Ceti die Ambient-Supergroup Nebula, der 2003 noch Mathias Grassow und Geert Verbeke beitraten und die bis zu ihrer Auflösung zwei Alben veröffentlichte. Von 2004 bis 2008 betrieb er das Umbra-Label, das Werke Gasparettis und anderer Ambientmusiker publizierte sowie die Rechte an älteren Alben von Klaus Wiese erwarb und diese wiederveröffentlichte. 
Gasparetti war mit der Grafikdesignerin Alessandra Clini verheiratet, die viele Albencover für ihn gestaltete. Er starb 2013 an einer Krebserkrankung.

## Stil
Gasparettis ruhige, flächige Musik ist ein beispielhafter Vertreter des Drone-Ambient und wurde unter dem Eindruck häufiger Motive bisweilen auch als Deep Space Ambient kategorisiert. Neben traditionellen Synthesizern und Samplingmaschinen setzte Gasparetti Instrumente wie Klangschalen, Chimes oder Flöten ein und integrierte Gegenstände wie Muscheln oder Steine als Percussioninstrumente in seine Musik.

## Diskografie (Auswahl)
- 1996: Static Soundscapes: Three Lights At The End Of The World (Hic Sunt Leones)
- 1998: The Spirals of Time (Aurora)
- 1998: Behind The Wall Of Sleep (Due Acque)
- 1998: Night Currents (Due Acque)
- 1999: Wouivre (mit Klaus Wiese, Aurora)
- 1999: Upuaut (Due Acque)
- 2000: Mare Vaporum (Due Acque)
- 2001: Celestial Geometries (mit Tau Ceti, Arya)
- 2001: Mare Tranquillitatis (Due Acque)
- 2001: Mare Imbrium (Due Acque)
- 2001: Time Fragments Vol. 1 (Due Acque)
- 2001: Time Fragments Vol. 2 (Due Acque)
- 2001: Time Fragments Vol. 3 (Due Acque)
- 2002: Athlit (Hypnos)
- 2002: Bardo (Electroshock)
- 2003: The Rustling of Leaves (Due Acque)
- 2003: The Dreams Of Shells (Mystery Sea)
- 2003: Subterranea (mit Tau Ceti, NextEra)
- 2004: Archaic Oceans (mit Tau Ceti, Umbra)
- 2005: The Sacred Orbit (mit L.E.M., Umbra)
- 2005: Hymns to a Silent Sky (NextEra)
- 2005: I Hear The Water Dreaming (mit Louisa John-Krol, Prikosnovénie)
- 2005: Time Fragments Vol. 4 - Garden Of Earthly Delights (Umbra)
- 2005: Time Fragments Vol. 5 - Wastelands (Umbra)
- 2005: Time Fragments Vol. 6 - Between Nothingness And Eternity (Umbra)
- 2006: Cherua (mit Klaus Wiese, Umbra)

### Mit Liquid Ghosts
- 2004: La Camera Obscura (Umbra)

### Mit Nebula
- 2002: Genesis (Stella Maris)
- 2003: The Path Of White Clouds (Stella Maris)